# Hydrocanthus fasciatus
Hydrocanthus fasciatus is een keversoort uit de familie diksprietwaterkevers (Noteridae). De wetenschappelijke naam van de soort werd in 1869 gepubliceerd door Edouard Steinheil.